# Christer Majbäck
Sven Christer Majbäck (Jukkasjärvi, 30 de enero de 1964) es un deportista sueco que compitió en esquí de fondo. 
Participó en tres Juegos Olímpicos de Invierno, entre los años 1988 y 1994, obteniendo una medalla de bronce en Albertville 1992, en la prueba de 10 km, y el sexto lugar en Lillehammer 1994, en los 50 km y el relevo.
Ganó cinco medallas en el Campeonato Mundial de Esquí Nórdico entre los años 1987 y 1991.

## Palmarés internacional
| Juegos Olímpicos   | Juegos Olímpicos       | Juegos Olímpicos  | Juegos Olímpicos |
| Año                | Lugar                  | Medalla           | Prueba           |
| ------------------ | ---------------------- | ----------------- | ---------------- |
| 1992               | Albertville (Francia)  | Medalla de bronce | 10 km            |
| Campeonato Mundial |                        |                   |                  |
| Año                | Lugar                  | Medalla           | Prueba           |
| 1987               | Oberstdorf (RFA)       | Medalla de bronce | 30 km            |
| 1989               | Lahti (Finlandia)      | Medalla de oro    | Relevo 4 × 10 km |
| 1989               | Lahti (Finlandia)      | Medalla de bronce | 30 km            |
| 1991               | Val di Fiemme (Italia) | Medalla de plata  | 10 km            |
| 1991               | Val di Fiemme (Italia) | Medalla de plata  | Relevo 4 × 10 km |